# Дженнер (лунный кратер)
Кратер Дженнер (лат. Jenner) — большой ударный кратер в центральной части Моря Южного на обратной стороне Луны. Название присвоено в честь английского врача Эдварда Дженнера (1749—1823), разработавшего первую в мире вакцину против оспы, и утверждено Международным астрономическим союзом в 1970 г. Образование кратера относится к позднеимбрийскому периоду.

## Описание кратера

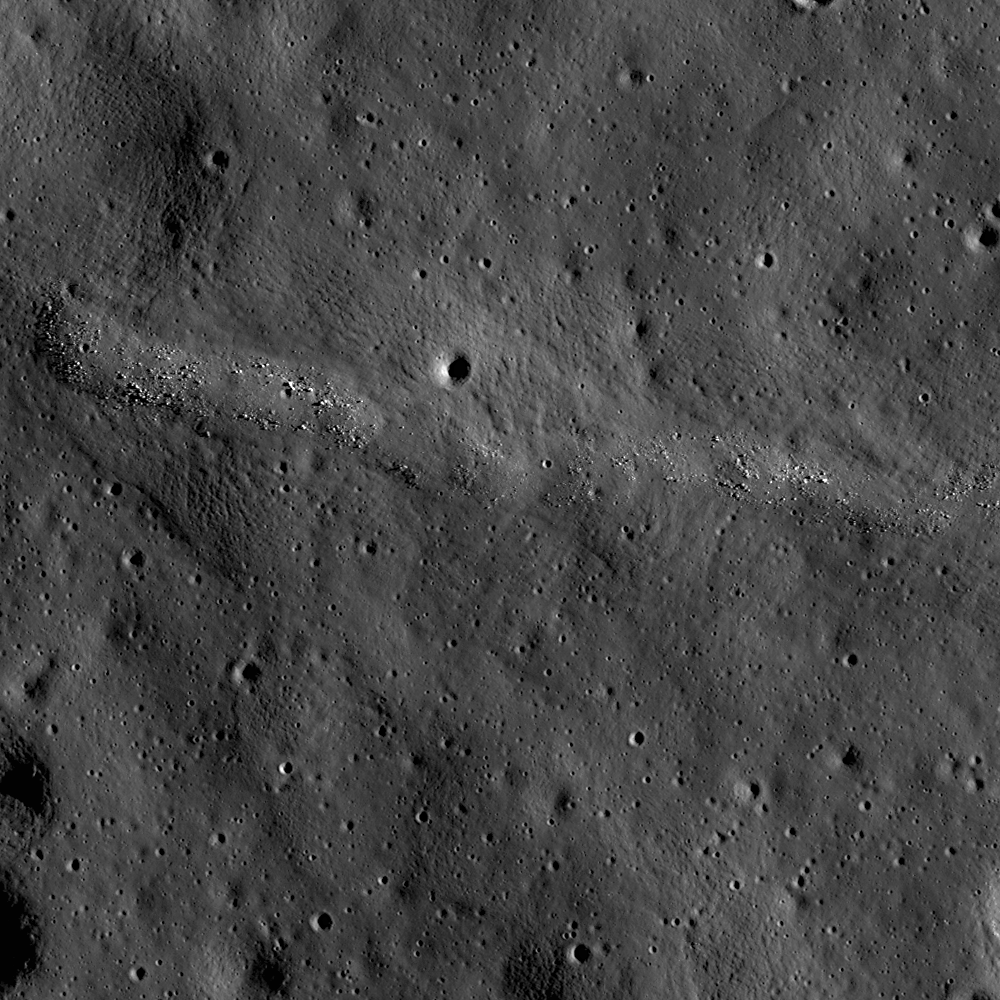
Участок в западной части чаши кратера

Ближайшими соседями кратера являются кратер Гам на западе-северо-западе; кратер Гернсбек на севере-северо-востоке; кратер Ламб на востоке; а также кратер Анучин на юго-востоке. Селенографические координаты центра кратера 42°01′ ю. ш. 95°59′ в. д. / 42,01° ю. ш. 95,98° в. д., диаметр 73,66 км, глубина 2,8 км.
Кратер имеет полигональную форму и немного вытянут в восточном направлении, умеренно разрушен. Вал кратера сглажен, внутренний склон имеет террасовидную структуру особенно заметную в юго-западной части. У подножия юго-восточной части склона видны следы обрушения. Внешний откос вала окружен массивными скоплениями пород выброшенных при образовании кратера, в некоторых направлениях они достигают расстояния до половины диаметра кратера. Высота вала над окружающей местностью достигает 1290 м, объем кратера составляет приблизительно 4500 км³. Дно чаши кратера затоплено базальтовой лавой и имеет темный цвет. Имеется центральный пик, несколько смещенный к западу от центра чаши.
На снимке показан участок дна чаши кратера отмеченный на верхней фотографии. Ширина участка на снимке 1350 м. В центре снимка видна складка местности. При затоплении лавой чаши кратера скопление лавы аызвало небольшое проседание дна чаши, что послужило причиной напряжений в массиве в лавы и привело к образованию складок.
Несмотря на расположение на обратной стороне Луны при благоприятной либрации кратер Дженнер доступен для наблюдения с Земли.

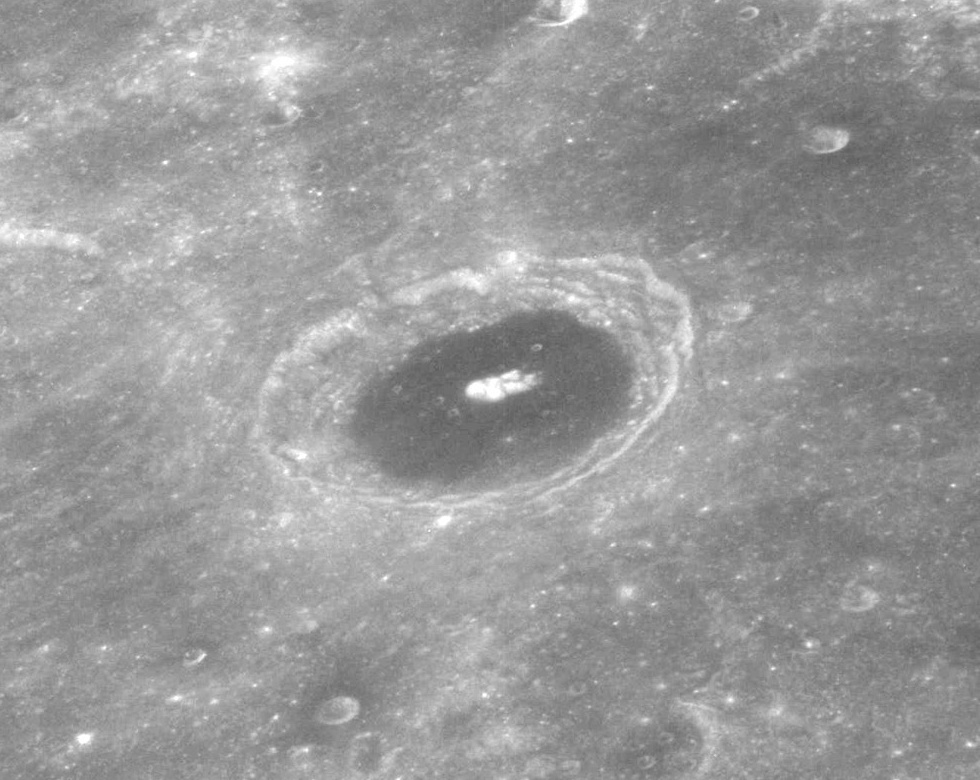
Снимок кратера с борта Аполлона-8

## Сателлитные кратеры

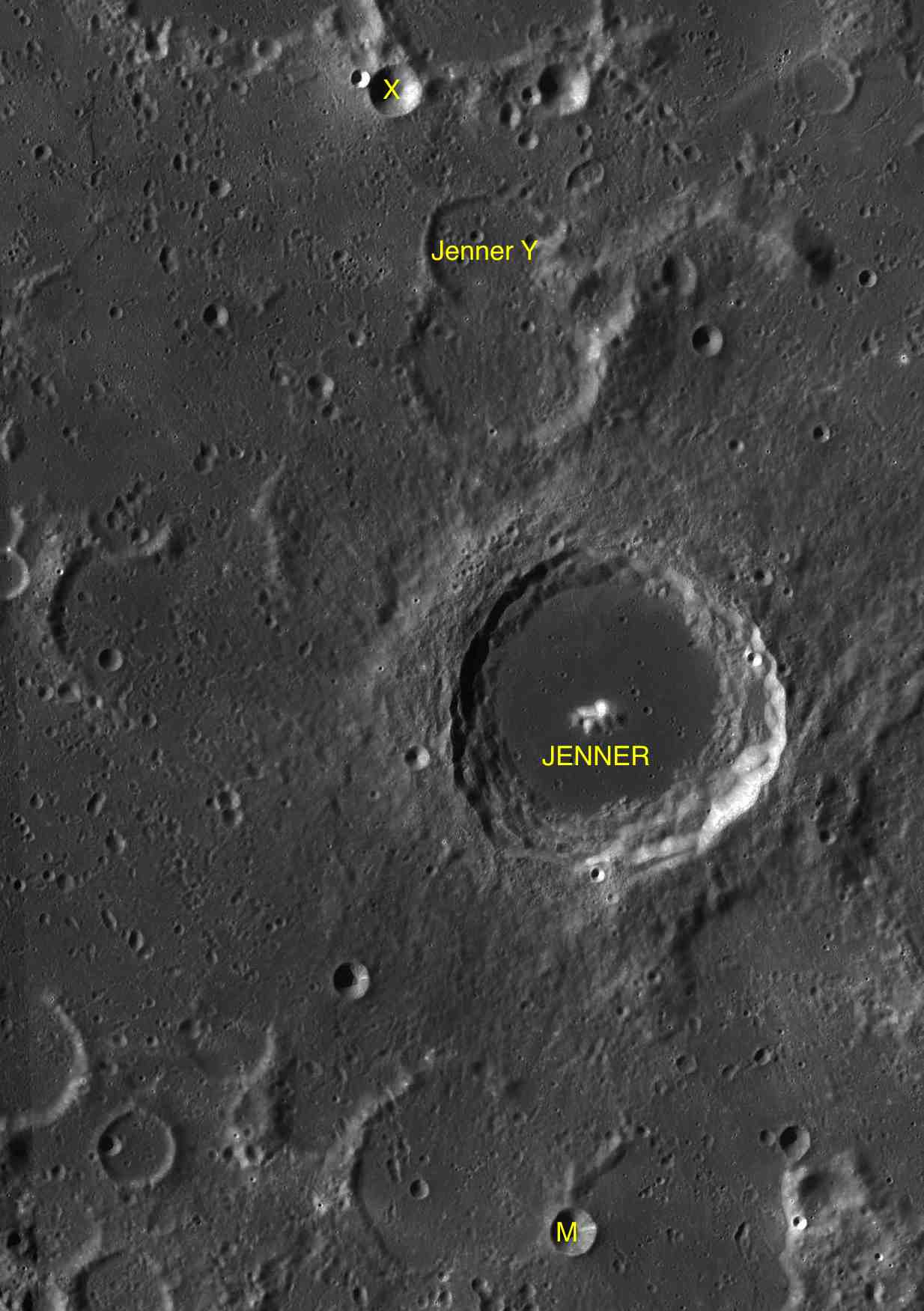
Фрагмент карты LAC-116.

| Дженнер | Координаты                                            | Диаметр, км |
| ------- | ----------------------------------------------------- | ----------- |
| M       | 45°51′ ю. ш. 95°41′ в. д. / 45,85° ю. ш. 95,69° в. д. | 10,6        |
| X       | 37°19′ ю. ш. 93°50′ в. д. / 37,32° ю. ш. 93,83° в. д. | 12,5        |
| Y       | 38°30′ ю. ш. 94°46′ в. д. / 38,5° ю. ш. 94,77° в. д.  | 31,2        |